# Battaglia di Guam (1944)
La battaglia di Guam venne combattuta nel 1944 tra giapponesi e statunitensi nell'isola di Guam, facente parte dell'arcipelago delle Isole Marianne, durante la campagna del Pacifico della seconda guerra mondiale.

## Antefatti
Guam, la più estesa isola delle Marianne, era stato un possedimento statunitense a partire dal 1898, quando gli Stati Uniti l'avevano strappata agli spagnoli. L'isola era stata poi occupata dai giapponesi l'11 dicembre 1941, immediatamente dopo l'attacco di Pearl Harbor.

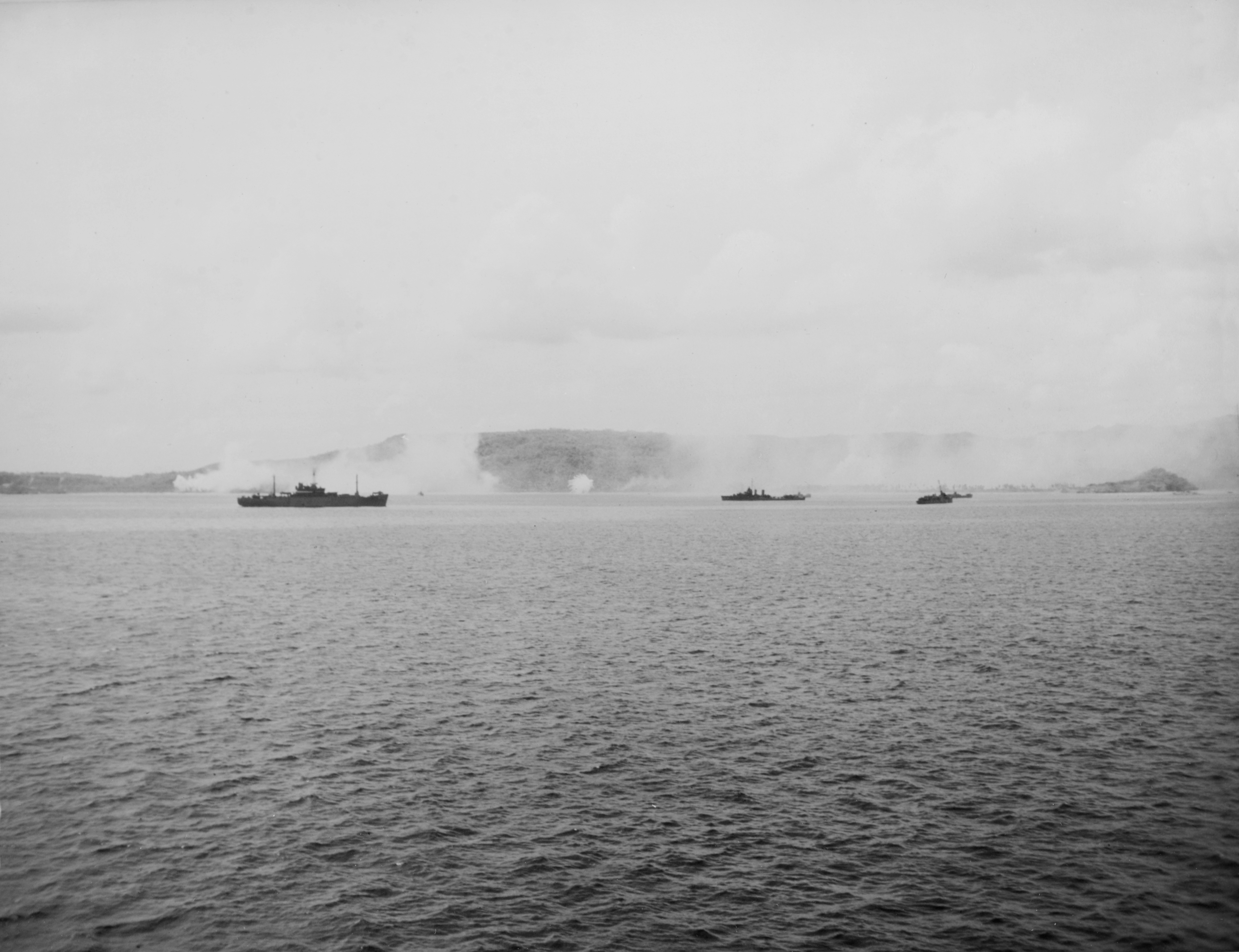
Il bombardamento di Guam del 14 luglio 1944, visto dalla USS New Mexico.

Il piano di invasione delle Marianne, messo a punto dalle forze alleate, prevedeva dei bombardamenti preliminari effettuati da bombardieri provenienti dalle isole Marshall e in seguito, ottenuta la supremazia aerea, portati a termine da bombardamenti navali.
La scelta di Guam come obbiettivo fu decisa in quanto la sua estensione la rendeva adatta a fungere da base di supporto per le successive operazioni contro le Filippine, Taiwan le Isole Ryukyu: il porto di Apra aveva acque profonde in grado di ospitare le navi più grandi ed esistevano due aeroporti utilizzabili dai bombardieri B-29 Superfortress.
Per il 15 giugno 1944 venne quindi programmata l'invasione dell'isola di Saipan, alla quale doveva seguire il 18 giugno lo sbarco a Guam. Tuttavia, il piano originale si rivelò ottimistico: la resistenza a Saipan si rivelò più massiccia del previsto (nell'isola il numero di soldati giapponesi era largamente superiore a quanto stimato) e il contrattacco di forze aeronavali giapponesi provenienti dalle Filippine costrinsero a rimandare di oltre un mese la conquista di Guam.

## La battaglia

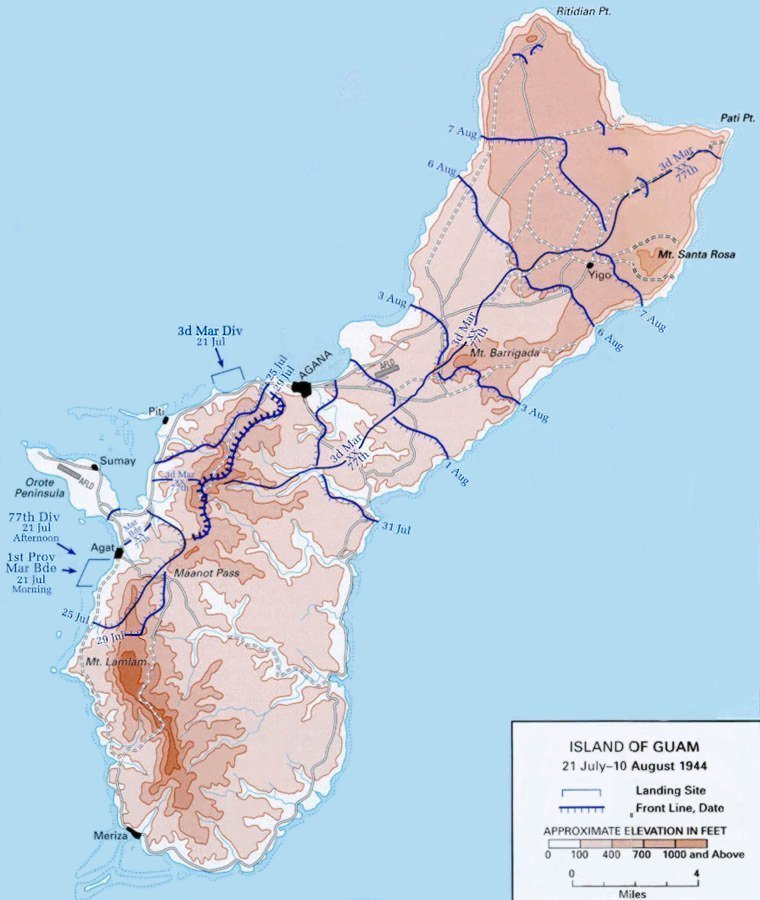
La campagna di Guam

Alle 6:00 del 21 luglio 1944 le truppe americane sbarcarono su entrambi i lati della penisola di Orote, nella parte occidentale dell'isola, con l'intenzione di tagliar fuori l'aeroporto. La 3rd Marine Division sbarcò a nord, nei pressi di Asan, mentre 1st Provisional Marine Brigade sbarcò a sud nei pressi di Agat. L'artiglieria giapponese riuscì a colpire 20 LVT, ma nonostante ciò alle 9:00 i carri armati americani erano su entrambe le spiagge. Più difficoltoso fu lo sbarco della 77th Infantry Division, che non disponeva di veicoli anfibi e fu costretta a portare le unità da sbarco sul bordo del reef, sul quale vennero calati i carri.
Alla fine della giornata, gli statunitensi avevano conquistato una striscia di costa profonda circa 2 km. I contrattacchi giapponesi, che si susseguirono per alcuni giorni e che venivano effettuati soprattutto di notte usando tattiche di infiltrazione, riuscirono spesso a penetrare le difese americane e provocarono ingenti perdite di uomini e mezzi.
La principale difficoltà incontrata dagli statunitensi nei primi giorni di battaglia fu la scarsità di rifornimenti. Le unità di sbarco non potevano infatti avvicinarsi alla costa e dovevano fermarsi prima del reef, a centinaia di metri dalla riva, e i veicoli anfibi erano insufficienti alla bisogna. Tuttavia, i due fronti sulle spiagge nord e sud furono ricongiunti il 28 luglio e il 30 luglio la conquista del porto di Apra e dell'aeroporto di Orote garantì definitivamente gli approvvigionamenti.
Ma anche sull'altro schieramento vi furono perdite ingenti. I contrattacchi portati contro gli americani esaurirono le risorse giapponesi. Già all'inizio di agosto le truppe rimasero a corto di cibo e munizioni e il numero di carri armati era ridotto a poche unità. Il comandante delle truppe giapponesi generale Hideyoshi Obata, che aveva sostituito il generale Takeshi Takashina ucciso il 28 luglio, fece ritirare le truppe dal sud dell'isola, predisponendo un fronte di resistenza nella zona montagnosa al centro dell'isola. Tuttavia, data l'impossibilità di far giungere rifornimenti e rinforzi, la sconfitta era inevitabile e poteva essere solo ritardata di alcuni giorni.
Le condizioni climatiche avverse e la giungla intricata resero difficili le operazioni degli statunitensi, ma gli scontri presso il monte Barrigada, protrattisi dal 2 al 4 agosto, fecero collassare le linee giapponesi e la battaglia si tramutò in un inseguimento verso nord. Come in altre battaglie della guerra del Pacifico, i Giapponesi rifiutarono di arrendersi e vennero praticamente tutti uccisi. Il generale Obata si era suicidato l'11 agosto 1944, dopo aver ordinato alle proprie truppe di combattere fino alla morte. Alcuni soldati giapponesi si nascosero nella giungla, continuando a combattere anche dopo la fine delle ostilità. L'8 dicembre 1945 tre militari americani caddero in un'imboscata e rimasero uccisi. Il 24 gennaio 1972, alcuni cacciatori scoprirono il sergente Shōichi Yokoi, che si era nascosto nel 1945 e aveva vissuto in una grotta per 28 anni.
Dopo la battaglia, Guam venne trasformata in base per le operazioni degli Alleati. Vennero costruiti cinque grandi aeroporti, dai quali i bombardieri B-29 decollavano per attaccare obiettivi sia in Giappone sia in tutto il Pacifico orientale.